# Loes Adegeest
Loes Adegeest (født 7. august 1996 i Wageningen) er en cykelrytter og forhenværende speedskater fra Holland, der kører for FDJ-Suez.
Den 18. februar 2023 blev hun for anden gang verdensmester i e-cykling.